# William N'Jo Léa
Eric William N'Jo Léa est un footballeur professionnel franco-camerounais, né le 15 juillet 1962 à Paris.
Cet attaquant est le fils de Eugène N'Jo Léa, célèbre footballeur professionnel camerounais dans les années 1950.

## Clubs successifs
- Formé au Besançon RC
- 1983-1984 : Brest Armorique FC
- 1984-1985 : Paris SG
- 1985-1988 : RC Lens
- 1988-1989 : SM Caen[1]